# ستيفن دونالدسون
كان ستيفن دونالدسون، المولد باسم روبرت أنتوني مارتن جونيور (27 يوليو 1946 – 18 يوليو 1996)، والمعروف أيضًا بالاسم المستعار دوني ذا بانك، ناشطًا أمريكيًا في مجال حقوق مزدوجي الميول الجنسية، وفي المجالات السياسية. اشتهر دونالدسون بنشاطه الرائد في مجال حقوق مجتمع الميم وإصلاح السجون، واشتهر أيضًا بكتاباته حول أغاني البانك روك والثقافة الفرعية.

## الطفولة والمراهقة (1946 – 1965)
أمضى ستيفن دونالدسون، نجل ضابط بحري محترف، طفولته المبكرة في عدة مدن ساحلية، فيها موانئ، في كل من الولايات المتحدة وألمانيا. وصف دونالدسون، في فترة لاحقة من حياته، والده روبرت، ابن مهاجرين إيطالي وألمانية، بأنه رجل «يستاء من التعبير عن مشاعره»، ووصف والدته، لويس، بأنها «إنجليزية، اسكتلندية من تكساس، مولعة بالفن، ذات روح حرة، عاطفية، مندفعة». بعد طلاق والديه في عام 1953 (كان دونالدسون حينها في السابعة من عمره)، شُخصت إصابة والدة دونالدسون باضطراب عقلي، وتخلت بعدها عن ولديها الاثنين ولم تتصل بأي منهما حتى عام 1964.

في سن الثانية عشر، طُرد دونالدسون من الكشافة الأمريكية بعد انخراطه بنشاط جنسي مع أولاد آخرين (لم يعاقبوا كونهم كانوا متلقين فقط للفعل الجنسي). «أثار هذا العار أزمة عائلية، حُلت بعد إرسال دونالدسون للعيش في ألمانيا حيث يمكن أن يراقب من قبل أقارب زوجة أبيه». واصل دونالدسون نشاطه الجنسي المثلي، بعيدًا عن أعين البالغين.
في شهر أبريل 1962، عندما كان دونالدسون في الخامسة عشر من عمره، عاد دوني إلى الولايات المتحدة الأمريكية ليعيش مع أجداده في ويست لونج برانش، بولاية نيوجيرسي. في المدرسة الثانوية، استلم دونالدسون مهام محرر أخبار في الصحيفة المدرسية، ومثل في مسرحيات المدرسة، وأصبح عضوًا في حكومة الطلاب. خلال هذه الفترة من حياته، اهتم دونالدسون بالسياسية وأصبح تحرريًا محافظًا، ودعم باري جولدواتر في حملته الانتخابية لرئاسة الولايات المتحدة، وفكر بالانضمام إلى منظمة الشباب الأمريكي من أجل الحرية. مع ذلك، كان دونالدسون شديد التوتر حيال إقدامه على الانضمام إلى المنظمة، حتى أنه أبرق إلى رئيس مكتب التحقيقات الفيدرالي، إدغار هوفر، ليسأله فيما إذا كانت الحركة منظمة شيوعية بحد ذاتها أو مفوضة من قبل الشيوعية، أو فيما إذا كان من الممكن لها أن تصبح، في المستقبل، أيًا منهما. أرسل هوفر رسالة إلى دونالدسون، «أشاد فيها بقلقه من موضوع الشيوعية، وفتح بعدها ملفًا باسم دونالدسون في مكتب التحقيقات الفيدرالي». (تمكن دونالدسون، بعد عدة سنوات، من تلقي نسخة من ملفه في مكتب التحقيقات الفيدرالي مستفيدًا من قانون حرية المعلومات).
كتب دونالدسون لاحقًا حول موضوع تطور هويته الجنسية: 
«لكن، في سن الثامنة عشر، وقعت في حب زميل لي في فريق البيسبول، وتحول لعبي الجنسي العرضي مع الأولاد إلى مسألة خطيرة من الممكن لها أن تهيمن على حياتي برمتها. تحدثت مع عدد قليل من البالغين الذين يمكن أن أثق بهم، وعلمت منهم أنّ الصفة التي تطلق على الذكر إذا أحب ذكرًا آخر هي «مثلي جنسيًا»... لم أجد سوى كتابين اثنين حول هذا الموضوع أكدا لي التسمية، وذكرا اسم جمعية ماتاتشين في نيويورك بصفتها منظمة ل «أصحاب الميول الجنسية المثلية». لذا، تمكنت خلال رحلة مدرسية إلى «مدينة الأشرار» من الهرب من المجموعة المدرسية وزيارة مكتب المنظمة، وأصبحت عضوًا فيها (بعد أن أقسمت بأنني في الحادي والعشرين من عمري، لأن الجمعية كانت تخشى التعامل مع القاصرين)، أصبح بعدها لهويتي الجديدة صفة رسمية».

## سنوات الكلية (1965-1970)

### تأسيس رابطة الطلاب المثليين

#### الدافع
في أغسطس 1965، طلب دونالدسون من العاملة الاجتماعية الاتصال بمكتب العميد ليسأل عما إذا كانت جامعة كولومبيا تقبل تسجيل طالب مثلي. بعد تأخير لمدة أسبوعين، ردت الإدارة بأنه: سيسمح له بالتسجيل شرط أن يخضع للعلاج النفسي وألا يحاول إغواء الطلاب الآخرين.
دخل جامعة كولومبيا في فصل الخريف وبدأ في استخدام اسمه المستعار ستيفن دونالدسون حتى يتمكن من الانفتاح على حياته الجنسية دون إحراج والده وعائلته. درّس والده مادة الرياضيات في كلية رايدر في نيو جيرسي. كانت سنته الجامعية الأولى صعبة: لم يلتق بأي طلاب أو هيئة تدريس ثنائية الجنس، واضطر إلى الانتقال من جناح مشترك إلى غرفة واحدة عندما قال زملاؤه لعميد الكلية ديفيد ترومان إنهم شعروا بعدم الارتياح للعيش بجانبه.

في صيف عام 1966، بدأ دونالدسون علاقة مع الناشط المثلي فرانك كاميني، الذي كان له تأثير كبير عليه. كتب دونالدسون لاحقًا:
أعطاني فرانك تعليمًا كاملًا في كل من المثلية الجنسية وحركة المثليين، وأرشدني أيضًا إلى كيفية الرد على الهجوم من الطب النفسي، والدين، والقانون، وما إلى ذلك. لقد شكل إلى حد كبير أيديولوجية مثليي الجنس واستمر في التأثير على شخصيتي لاحقًا.
في أغسطس، اصطحب كاميني دونالدسون إلى شيري غروف في فاير آيلاند، حيث شعر بسعادة غامرة لمقابلة طالب مثلي الجنس آخر من كولومبيا [جيمس ميلهام] وعلم أن ميلهام يعيش مع صديقه في أحد مهاجع كولومبيا، وهو طالب في جامعة نيويورك.

#### الدعاية والجدل
في 27 أبريل، ظهر مقال عن المنظمة في صحيفة الطلاب، كولومبيا سبيكتاتور، والذي بدا أن الطلاب يعتقدون أنه نوع من خدع أبريل. سرعان ما أصبح من الواضح أنها ليست كذلك. نُشرت افتتاحية امتدحت ميثاق المجموعة ونماذج عن رسائل من الطلاب يهاجمون ويدافعون عنها. في هذه المرحلة، لم تكن هناك معارضة واضحة من أعضاء هيئة التدريس أو الموظفين في كولومبيا. أعطى قسيس الجامعة، جون د. كانون، الإذن لهم بعقد الاجتماعات في مكتبه وبعد ذلك سمح لدونالدسون بعقد ساعات عمل هناك.

### مهنة الكتابة
بدأ دونالدسون مسيرته بالكتابة في الكلية من خلال العمل في الصيف كمراسل لبعض الوكالات وكتابة عمود منتظم لمجلة غاي باور في نيويورك وتقارير لصالح ذا أدفوكيت.
عمل أيضًا في الصيف كمتدرب في مكاتب النواب الأمريكيين هوارد إتش كالواي (جمهوري، جورجيا) ودونالد إي. لوكينز (جمهوري، أوهايو). رتب فرانك كاميني أول تدريب له في صيف عام 1966.

### نشاطات أخرى
أثناء وجوده في كولومبيا، جرب دونالدسون القنب وعقار (إل إس دي) واستمر في إعطاء النصائح لمستخدمي (إل إس دي) لأول مرة. كتب أنه أصبح ليبراليًا في عام 1967 ردًا على تقرير كيرنر حول العنصرية تجاه السود في الولايات المتحدة، واستمر في أن يصبح (راديكاليًا). اعتُقل مرتين لمشاركته في مكافحة - احتجاجات الحرب في كولومبيا، بما في ذلك تحرير مكتب رئيس كولومبيا غرايسون كيرك، بعد أن قضى ليلة في السجن عام 1968.

### الانزعاج من حركة تحرير المثليين
في عام 1966، وقع دونالدسون في حب امرأة تدعى جوديث (جيه دي رابيت جونز) التي اعتبرها لاحقًا رفيقة حياته وبدأ يعرّف على أنه ثنائي الميول الجنسية. كان شعوره المتزايد بعدم الارتياح من ثنائيي الجنس في حركة تحرير المثليين عاملًا رئيسيًا في قراره ترك الحركة والاتجاه إلى التجنيد في البحرية بعد تخرجه من كولومبيا في عام 1970.

## الخبرة العسكرية (1970-1972)
كان لدى دونالدسون رغبة طويلة الأمد في الانضمام إلى البحرية، حتى أنه اشترى زي البحارة الرسمي أثناء دراسته الجامعية، حيث تجول في المدينة وتظاهر بأنه جندي في زيارة لقاعدة بحرية في بينساكولا، فلوريدا، وتعرف على البحارة والملاحين. بعد تخرجه من كولومبيا في عام 1970، جند وعمل كمسؤول في قاعدة الناتو في إيطاليا مع سجل نظيف حتى كتب إلى زميله السابق في السفينة، تيري فاونتن، حول آخر مغامراته الجنسية [مع كل من النساء والرجال] في موطنه الحالي في ميناء نابولي بإيطاليا. بعد أن ترك فاونتن الرسالة دون رقابة على مكتبه، قام شخص ما بتسليمها إلى خدمة التحقيقات البحرية، التي زُعم أنها أجبرت فاونتن على التوقيع على بيان بأنه مارس الجنس مع دونالدسون، وهو ما تراجع عنه فاونتن لاحقًا. في عام 1971، أعلنت البحرية نيتها إطلاق سراح دونالدسون من قبل الجنرال ديسكارغ.
أرسل عميد كلية كولومبيا، كارل هوفدي، رسالة للبحرية يشيد فيها بمارتن على أنه: رجل محترم ولا يسعى أبدًا إلى إثارة الجدل.
على الرغم من الدعم، تلقى دونالدسون تسريحًا في عام 1972. وفي عام 1977، رُقي إلى رتبة مشرف كجزء من برنامج العفو الشامل للرئيس كارتر للمتهربين من التجنيد، والهاربين من الخدمة العسكرية في حقبة فيتنام.

## وقف اغتصاب السجناء
من خلال بو لوزوف، التقى دونالدسون بتوم كاهيل، الذي ظهرت لاحقًا مراسلاته مع لوزوف أيضًا. كان كاهيل من المحاربين القدماء في سلاح الجو ثم تحول إلى ناشط سلام عندما سُجن بتهمة العصيان المدني في سان أنطونيو، تكساس في عام 1968. وخلال الأربع وعشرين ساعة الأولى، تعرض للضرب والاغتصاب الجماعي والتعذيب بطرق أخرى، وجاء ذلك كجزء من برنامج الاستخبارات التابع لمكتب التحقيقات الفيدرالي بسبب نشاط كاهيل المناهض لحرب فيتنام.

عام 1983، أعاد كاهيل إحياء منظمة (الأشخاص المنظمون لوقف اغتصاب السجناء)، التي أسسها راسل سميث في عام 1980. في عام 2004، قال كاهيل:
عندما تواصلت أنا ودوني في عام 1985، وافق على أن يصبح رئيسًا وأصبحت مديرًا. على الرغم من أنني كنت أعيش في ذلك الوقت على ظهر شاحنة صغيرة قديمة ومضطربة في شوارع سان فرانسيسكو، لكني كنت أكثر استقرارًا مما كان عليه. استخدمنا صندوق البريد الخاص بي وخدمة الرسائل الهاتفية. كنا أصواتًا تحاول تسليط الضوء على جريمة كبيرة وخطيرة جارية.
أصبح دونالدسون رئيس شركة (وقف اغتصاب السجناء)، التي أسسها هو وكاهيل في منتصف التسعينيات. تساعد هذه المنظمة السجناء على التعامل مع الصدمات النفسية والجسدية للاغتصاب، وتعمل على منع حدوثها. ربما كان دونالدسون أول ناشط ضد اغتصاب الذكور في الولايات المتحدة يحظى باهتمام إعلامي كبير. كتب في الصفحة الافتتاحية في صحيفة نيويورك تايمز، وكذلك في وسائل الإعلام الرئيسية الأخرى. أدلى بشهادته نيابة عن الاتحاد الأمريكي للحريات المدنية في قضيته ضد رينو، التي ذهبت إلى المحكمة العليا بالولايات المتحدة.